# Ferdinand (danseur)
Pour les articles homonymes, voir Ferdinand et Médicis.
Ferdinand (né Jean-Alexis La Brunière de Médicis à Bordeaux le 5 novembre 1788 et mort à Bordeaux le 26 mars 1837) est un danseur français.
Premier danseur du Ballet de l'Opéra de Paris dès 1813, Ferdinand tiendra les premiers rôles jusqu'à sa mort.
L'un des partenaires attitrés de Lise Noblet, il danse notamment à Londres avec elle en 1824.
En 1826, l'auteur de la Nouvelle biographie théâtrale dresse de Ferdinand un portrait plutôt acide : « Ferdinand, de l'Opéra, dit un jour à son camarade, M. Paul : gageons que je m'élève autant que toi. Gageons que non, dit M. Paul ; et il essaya, mais il ne put pas. Voyant qu'il perdrait son latin à aller de bas en haut et de haut en bas, il se mit à voltiger de droite à gauche et de gauche à droite, et la volubilité de ses jambes était telle, qu'on ne les voyait pas, et M. Paul se donnait des entorses en voulant l'imiter. Depuis lors, M. Ferdinand flamberge l'air par ci par là, et devient, de plus en plus, le fléau des mouches qu'il tue par milliers. Ses membres sont tout disloqués, tout élastiques. Si jamais il a la goutte, il en mourra de chagrin ».

## Principaux rôles
- 1820 : Le Carnaval de Venise (Louis Milon) : Fabricio
- 1823 : Le Page inconstant (Jean-Pierre Aumer) : Figaro
- 1827 : La Somnambule (Aumer) : Edmond
- 1828 : La Muette de Portici (avec un ballet d'Aumer) : premier danseur
- 1828 : Lydie (Aumer) : un faune
- 1829 : La Belle au bois dormant (Aumer) : Gérard
- 1830 : Manon Lescaut (Aumer) : Des Grieux